# Públicos do Club de Regatas Vasco da Gama

## Maiores públicos do Vasco da Gama
- Exceto os jogos onde constam as informações dos públicos presente e pagante, todos os outros referem-se aos públicos pagantes.

1. 04/04/76  174.770  Vasco 1-3 Flamengo C.Carioca Maracanã.
2. 22/12/74  165.358  Vasco 0-0 Flamengo        C.Carioca         Maracanã.
3. 17/10/54  162.506  Vasco 1-2 Flamengo        C.Carioca         Maracanã [141.697p.].
4. 06/12/81  161.989  Vasco 1-2 Flamengo        C.Carioca         Maracanã.
5. 06/05/73  160.342  Vasco 0-1 Flamengo        C.Carioca         Maracanã.
6. 01/05/68  155.098  Vasco 1-2 Flamengo        C.Carioca         Maracanã [134.185p.].
7. 29/09/77  152.059  Vasco 0-0 Flamengo        C.Carioca         Maracanã.
8. 28/04/68  149.005  Vasco 2-0 Botafogo        C.Carioca         Maracanã [124.435p.].
9. 09/06/68  141.689  Vasco 0-4 Botafogo        C.Carioca         Maracanã [120.178p.]. (*)
10. 17/01/59  141.045  Vasco 1-1 Flamengo        C.Carioca         Maracanã [130.897p.].
11. 04/11/56  140.367  Vasco 0-1 Flamengo        C.Carioca         Maracanã [122.509p.].
12. 14/12/52  137.300  Vasco 1-0 Flamengo        C.Carioca         Maracanã [122.810p.].
13. 24/04/77  134.787  Vasco 3-0 Flamengo        C.Carioca         Maracanã.
14. 07/10/56  134.333  Vasco 1-1 Flamengo        C.Carioca         Maracanã [123.063p.].
15. 13/06/76  133.444  Vasco 1-1 Flamengo        C.Carioca         Maracanã
16. 10/01/54  132.508  Vasco 1-4 Flamengo        C.Carioca         Maracanã [121.007p.].
17. 29/05/77  131.741  Vasco 2-0 Botafogo        C.Carioca         Maracanã.
18. 08/06/69  131.256  Vasco 1-1 Flamengo        C.Carioca         Maracanã. (*)
19. 29/03/58  129.625  Vasco 1-1 Flamengo        T.Rio-SP  Maracanã [120.165p.].
20. 08/02/61  129.209  Vasco 2-2 Real Madrid Amistoso  Maracanã [122.036p].[1]
21. 27/05/84  128.781  Vasco 0-0 Fluminense C.Brasileiro  Maracanã.
22. 10/08/86  127.806  Vasco 0-2 Flamengo        C.Carioca         Maracanã.
23. 28/09/52  127.390  Vasco 3-2 Flamengo        C.Carioca         Maracanã [95.094p.].
24. 29/08/76  127.123  Vasco 2-2 Fluminense      C.Carioca         Maracanã.
25. 03/10/76  127.052  Vasco 0-1 Fluminense      C.Carioca         Maracanã.
26. 21/03/99  126.619  Vasco 3-0 Fluminense      C.Carioca         Maracanã [105.500p.].
27. 07/08/75  125.988  Vasco 1-0 Flamengo        C.Carioca         Maracanã.
28. 21/09/52  123.059  Vasco 0-1 Fluminense      C.Carioca         Maracanã [109.612p.].
29. 25/10/53  122.786  Vasco 3-3 Flamengo        C.Carioca         Maracanã [100.222p.].
30. 15/04/79  122.596  Vasco 1-2 Flamengo        C.Carioca         Maracanã.
31. 19/09/82  122.481  Vasco 0-0 Flamengo        C.Carioca         Maracanã.

(*) Rodadas duplas, para as quais não são consideradas preliminares irrelevantes.
Maiores públicos por adversário
1. Flamengo: 22.
2. Fluminense: 5.
3. Botafogo: 3.
4. Real Madrid: 1.

## Maiores públicos exceto clássicos maiores
- Exceto confrontos contra Flamengo, Fluminense e Botafogo.

1. 08/02/61  129.209  Vasco 2-2 Real Madrid Amistoso  Maracanã [122.036p].[1]
2. 28/01/51  121.765  Vasco 2-1 America  C.Carioca Maracanã [104.775p.].
3. 28/07/74  118.777  Vasco 2-2 Internacional   C.Brasileiro  Maracanã.
4. 01/08/74  112.993  Vasco 2-1 Cruzeiro   C.Brasileiro  Maracanã.
5. 19/05/84  110.877  Vasco 3-0 Grêmio  C.Brasileiro  Maracanã.
6. 04/05/80  107.474  Vasco 5-2 Corinthians     C.Brasileiro  Maracanã. (*)
7. 06/08/78  101.541  Vasco 1-2 Guarani  C.Brasileiro  Maracanã.
8. 21/12/97   95.481  Vasco 0-0 Palmeiras  C. Brasileiro  Maracanã [89.200p.].
9. 21/07/74   97.676  Vasco 2-1 Santos  C. Brasileiro  Maracanã.
10. 28/02/99   94.500  Vasco 3-1 Santos  T. Rio-SP  Maracanã [81.421p.].
11. 05/07/51   93.833  Vasco 5-1 Áustria Viena  Copa Rio          Maracanã [80.212p.].
12. 22/04/51   93.163  Vasco 2-0 Peñarol Amistoso Maracanã [85.330p.].
13. 01/07/51   91.438  Vasco 5-1 Sporting Copa Rio Maracanã [79.712p.].

(*) Rodada dupla.

## Maiores públicos noEstádio de São Januário
- Públicos em jogos do Vasco da Gama, acima de 30.000 pessoas.[2][3]

| Nº | Público | Mandante      | Placar | Visitante            | Data                    | Competição            | Observação                                                           |
| -- | ------- | ------------- | ------ | -------------------- | ----------------------- | --------------------- | -------------------------------------------------------------------- |
| 1  | 60.000  | Vasco da Gama | 1–0    | Arsenal              | 25 de maio de 1949      | Amistoso              | Primeira vitória de um clube brasileiro contra um inglês na história |
| 2  | 60.000  | Vasco da Gama | 1–0    | Montevideo Wanderers | 31 de março de 1928     | Amistoso              | Inauguração dos refletores de São Januário                           |
| 3  | 50.000  | Vasco da Gama | 3–5    | Santos               | 21 de abril de 1927     | Amistoso              | Inauguração do estádio                                               |
| 4  | 40.209  | Vasco da Gama | 0–2    | Londrina             | 19 de fevereiro de 1978 | Campeonato Brasileiro |                                                                      |
| 5  | 40.000  | Vasco da Gama | 3–2    | America              | 31 de julho de 1937     | Amistoso              | "Jogo da Paz" - reconciliação entre as ligas AMEA e LCF              |
| 6  | 36.910  | Vasco da Gama | 2–2    | Vitória              | 21 de novembro de 1999  | Campeonato Brasileiro |                                                                      |
| 7  | 36.273  | Vasco da Gama | 2–0    | Barcelona            | 12 de agosto de 1998    | Copa Libertadores     | Primeira partida da final                                            |
| 8  | 35.308  | Vasco da Gama | 2–0    | Internacional        | 26 de setembro de 1999  | Campeonato Brasileiro |                                                                      |
| 9  | 35.000  | Vasco da Gama | 0–0    | São Caetano          | 30 de dezembro de 2000  | Campeonato Brasileiro | Primeira partida da final                                            |
| 10 | 34.147  | Vasco da Gama | 2–1    | Ponte Preta          | 20 de agosto de 2000    | Campeonato Brasileiro |                                                                      |
| 11 | 34.009  | Vasco da Gama | 5–2    | Flamengo             | 21 de agosto de 1949    | Campeonato Carioca    |                                                                      |
| 12 | 33.814  | Vasco da Gama | 1–1    | Paraná               | 19 de setembro de 1999  | Campeonato Brasileiro |                                                                      |
| 13 | 33.516  | Vasco da Gama | 2–1    | Atlético Paranaense  | 31 de outubro de 1999   | Campeonato Brasileiro |                                                                      |
| 14 | 33.428  | Vasco da Gama | 2–1    | Palmeiras            | 16 de outubro de 1999   | Campeonato Brasileiro |                                                                      |
| 15 | 33.378  | Vasco da Gama | 2–0    | Fluminense           | 30 de outubro de 1949   | Campeonato Carioca    |                                                                      |
| 16 | 33.330  | Vasco da Gama | 0–0    | Cruzeiro             | 23 de maio de 1998      | Copa do Brasil        |                                                                      |
| 17 | 32.672  | Vasco da Gama | 2–1    | Flamengo             | 14 de setembro de 1947  | Campeonato Carioca    |                                                                      |
| 18 | 30.254  | Vasco da Gama | 6–0    | Joinville            | 25 de março de 1984     | Campeonato Brasileiro |                                                                      |